# 3227-es mellékút (Magyarország)
A 3227-es számú mellékút egy közel 30 kilométeres hosszúságú, négy számjegyű mellékút Jász-Nagykun-Szolnok vármegye északnyugati részén; Újszász keleti határszélétől húzódik Jászapáti központjáig.

## Nyomvonala
Újszász keleti külterületei között ágazik ki a 32-es főútból, annak az 57+300-as kilométerszelvénye közelében, északkeleti irányban. Kevesebb, mint 100 méter után kilép a város határai közül és Szászberek területén folytatódik; e település első házait kevéssel az első kilométere után éri el, majd a belterület délkeleti szélén húzódik végig.
4,4 kilométer megtétele után átlép Jászladány határai közé, a településre a nyolcadik kilométere közelében érkezik meg, s ott Újszászi út lesz a neve. A központban, 9,1 kilométer után keresztezik egymást a 3226-os úttal – utóbbi ott a 6+200-as kilométerszelvénye táján jár –, a folytatásban a Petőfi Sándor utca nevet veszi fel és apránként északabbnak fordul. 10,5 kilométer után, Jászladány vasútállomás térségének keleti széle közelében átszeli a Vámosgyörk–Újszász-vasútvonal vágányait, majd szinte azonnal ki is lép a nagyközség lakott területéről.
A sínekkel párhuzamosan haladva folytatódik északi irányban; 13,8 kilométer megtétele után elhalad Jászladány, Jászalsószentgyörgy és Jászkisér hármashatára mellett, majd ez utóbbi területén húzóduj tovább. 16,7 kilométer után elhalad a vasút Szellőhát megállóhelye és a névadó külterületi településrész mellett, 18,5 kilométer után pedig Jászkisér felső megállóhelyet érinti. amely mellett található a MÁV Felépítménykarbantartó és Gépjavító Kft. központi telephelye.
19,6 kilométer után éri el a település központi részének első házait, majd a belterület nyugati szélén húzódik végig. 20,8 kilométer után beletorkollik kelet felől a Szolnoktól idáig húzódó 3225-ös út; kevéssel előtte elhalad a vasút Jászkisér vasútállomásának térsége mellett is, de az állomás közúti elérését nem annyira ez az út, inkább egy, a 3225-ösből a település központjában kiágazó mellékút szolgálja. A 3227-es viszont 21,8 kilométer után elhagyja Jászkisér legészakibb házait s a vágányoktól is elfordul, északnyugati irányban.
23,5 kilométer után keresztezi az útjába eső utolsó település, Jászapáti határát, a 24. és 26. kilométerei közt több tanyás jellegű, külterületi lakott része mellett halad el, a belterületet pedig körülbelül 27,2 kilométer után éri el, itt is a Petőfi Sándor utca nevet felvéve. Így is ér véget, a város központjában, beletorkollva a 31-es főút 97+300-as kilométerszelvénye közelében létesült körforgalmú csomópontba. Egyenes folytatása a Jászszentandrásra vezető 3228-as út.
Teljes hossza, az országos közutak térképes nyilvántartását szolgáló kira.kozut.hu adatbázisa szerint 28,915 kilométer.

## Története
1934-ben a kereskedelem- és közlekedésügyi miniszter 70 846/1934. számú rendelete a teljes hosszában másodrendű főúttá nyilvánította, a Dormánd-Abony közti, akkori 32-es főút részeként.
Egy dátum nélküli, feltehetőleg 1950 körül készült közúthálózati térkép lényegében a teljes mai hosszában harmadrendű főútként tünteti fel, 312-es útszámozással.
1966-ban készült el a Jászkisért nyugatról elkerülő szakasza, azelőtt a település központján haladt keresztül (amint ez a fentebb hivatkozott 1937-es térképen is tisztán látszik). Legutóbbi felújítása 2009 körül zajlott.

## Települések az út mentén
- (Újszász)
- Szászberek
- Jászladány
- (Jászalsószentgyörgy)
- Jászkisér
- Jászapáti